# Kaj Kunnas
Kaj Kunnas, född 23 mars 1963 i Pyhäjärvi Nl, Finland, är en finlandssvensk sportjournalist. Kunnas tjänstgjorde som sportjournalist i YLE under åren 1989 till 2017. Kunnas arbetade för YLE i svenska sporten fram till 2012. Från början av 2012 flyttade han till Yle Sporten på finska (Yle Urheilu).
Kunnas kommenterade hockeymästerskapen fram till 2011 på svenska. I Vinter-OS 2014 kommenterade Kunnas damernas ishockey på finska. Han kommenterade också några matcher av Världsmästerskapet i fotboll 2014 på finska. Kunnas presenterade ofta Yles Sport Weekend Broadcasts. Han har också varit involverad i YLEs Morning TV.
År 2013 kommenterade Kunnas Finnkampen på SVT med Jacob Hård.
Hösten 2014 tävlade Kunnas i den nionde säsongen av programmet Dancing with the Stars. I maj 2016 drabbades Kunnas av en stroke och sjukskrevs. Han återvände till jobbet hösten 2016, men lämnade 2017 på grund av sitt hälsotillstånd. Efter sin tid som sportjournalist har han varit verksam som reseguide i Spanien.
Han är gift med Gerd Kummel-Kunnas och de har två döttrar. De är bosatta i Karis. Kaj Kunnas är syssling med barnboksförfattaren Mauri Kunnas.